# Alberto Paloschi
Alberto Paloschi (født 4. januar 1990 i Chiari, Italien) er en italiensk fodboldspiller, som er angriber for SPAL, udlejet fra Atalanta.

## Karriere
Paloschi begyndte sin professionelle karriere i AC Milan den 20. december 2007 i holdets første ottendedelsfinale i Coppa Italia mod Catania, hvor han scorede et enkelt mål. I returopgøret den 16. januar 2008 scorede han desuden igen. 
Han debuterede i Serie A den 10. februar mod Siena, da han kom ind i stedet for Serginho. Paloschi scorede kampens eneste mål ved hans første berøring 19 sekunder efter, at han var kommet på banen.
19. februar 2008, scorede han i Milans 1-2 nederlag til Fiorentina på San Siro.